# 潛伏星孔珊瑚
潛伏星孔珊瑚（学名：Astreopora listeri）为軸孔珊瑚科星孔珊瑚下的一个种。